# Гогоберидзе, Лана Левановна
Лана Левановна Гогоберидзе (груз. ლანა ღოღობერიძე; род. 13 октября 1928, Тифлис, ЗСФСР, СССР) — советская и грузинская актриса, кинорежиссёр, сценарист, грузинский государственный и политический деятель. Лауреат Государственной премии СССР, Народная артистка Грузинской ССР.
Член Государственного совета Грузии (1992), депутат Парламента Грузии III и IV созывов (1992—1999), Чрезвычайный и полномочный посол Грузии в Совете Европы (1999—2004), посол Грузии во Франции (2004).

## Биография
Лана Левановна Гогоберидзе родилась в городе Тифлис 13 октября 1928 года в семье государственного и партийного деятеля Левана Гогоберидзе и Нуци Гогоберидзе, первой грузинской женщины-кинорежиссёра.
Семья Ланы была репрессирована Советской властью. Её отец, большевик Леван Давидович Гогоберидзе, был расстрелян в ходе большого террора в 1937 году по обвинению в государственной измене. Мать, Нуца Гогоберидзе, была осуждена как жена предателя и отправлена в ссылку на 10 лет. Лану отправили в детский дом, позже на воспитание её забрали родственники. Нуца Гогоберидзе вернулась из ссылки в 1940-х годах, когда Лана была уже взрослой.
Лана мечтала стать режиссёром, как её мать, но соответствующее образование было ей недоступно: поскольку оба её родителя были осуждены, учёба в государственной киношколе (ВГИКе) была просто невозможна.  
После окончания школы в 1946 году Лана поступила на филологический факультет Тбилисского государственного университета, в 1950 окончила его, изучала английскую и американскую литературу, творчество Уолта Уитмена.
В 1953 году, после смерти Сталина, когда ограничения на поездки были смягчены, Гогоберидзе смогла поехать в Москву. В 1959 году она окончила режиссёрский факультет ВГИКа, мастерская С. А. Герасимова и Т. Ф. Макаровой. В 1954 году она защитила диссертацию кандидата филологических наук, автор монографии «Уолт Уитмен», переводчик стихов У. Уитмена и Р. Тагора.

## Творческая деятельность
С 1957 года работала режиссёром киностудии «Грузия-фильм» в Тбилиси. В конце 1950-х годов сняла документальные фильмы «Гелати», «1500 лет Тбилиси», «Грузия родная».
В 1961 году вышел её первый художественный фильм «Одно небо». Фильм объединяет три повести, в которых истории грузинских женщин разных периодов XX века. Судьбе женщин посвящен и её второй фильм «Несколько интервью по личным вопросам», где главную роль сыграла актриса Софико Чиаурели.
В 1970-х годах преподавала «Кинорежиссуру» на Высших курсах сценаристов и режиссёров. Работала преподавателем кинорежиссуры в Тбилисском театральном институт им. Ш. Руставели.
В 1980-1990-х годах сняла несколько фильмов: документальный «Письма детям» (1981), «Сегодня ночь» (1983), «Оромтриали» (1986) и «Вальс на Печоре» (1992).
В 1984 году её фильм «День длиннее ночи» был представлен на Каннском кинофестивале. В том же году она была членом жюри 34-го Берлинского международного кинофестиваля. Игровые и документальные фильмы Ланы Гогоберидзе завоевали несколько международных премий.
В 1988 году Гогоберидзе стала президентом Международной ассоциации женщин-режиссёров.  

## Государственная и политическая деятельность
В 1992 году Лана Гогоберидзе была членом Государственного совета Республики Грузия.
С 1992 по 1995 год была депутатом Парламента Грузии 3-го созыва по партийному списку от избирательного блока «Эртоба», с 1995 по 1999 год - депутат Парламента Грузии 4-го созыва от «Союза граждан Грузии».
С 1999 по 2004 год была чрезвычайным полномочным послом Грузии в Совете Европы. В 2004 году была послом Грузии во Франции.

## Семья
Была замужем за советским и грузинским архитектором Ладо Алекси-Месхишвили.

## Фильмография

### Режиссёр
- 1958 — Гелати
- 1961 — Под одним небом
- 1965 — Я вижу солнце
- 1968 — Рубежи
- 1972 — Когда зацвёл миндаль
- 1975 — Переполох
- 1978 — Несколько интервью по личным вопросам
- 1984 — День длиннее ночи
- 1986 — Круговорот
- 1992 — Вальс на Печоре
- 2019 — Золотая нить[13]
- 2023 — Мать-дитя, или Ночь никогда не бывает совсем тёмной (груз. დედა-შვილი ან ღამე არ არის არასოდეს ბოლომდე ბნელი, документальный)[14]

## Камео
- 1987 — Я и лошадь, я и бык, я и баба, и мужик / I am an Ox, I am a Horse, I am a Man, I am a Woman (реж. Салли Поттер)

## Награды
- VI Всесоюзный кинофестиваль в Алма-Ата. Лучшая режиссёрская работа «Когда зацвёл миндаль» (1973)[15].
- Батумский кинофестиваль премия «Переполох» (1976)
- Гран-при фестиваля в Сан-Ремо «Несколько интервью по личным вопросам» (1979)
- Народная артистка Грузинской ССР (1979)
- Государственная премия СССР (1980)
- Главный Приз всесоюзного фестиваля в Ашхабаде за фильм «Несколько интервью по личным вопросам»
- Каннский фестиваль зрительский приз «День длиннее ночи» (1982)
- Специальный приз жюри Всесоюзный кинофестиваль «День длиннее ночи» (1984)
- Орден Дружбы народов (22 августа 1986)
- Кинофестиваль в Токио. Приз за лучшую режиссёрскую работу «Круговорот»
- Орден Чести (1998) — за личный вклад в развитие грузинского кинематографа и плодотворную общественную деятельность[16].
- В 2010 году отказалась от Президентского ордена «Сияние» Грузия
- Почётный гражданин Тбилиси (2018)
- Кавалер ордена Искусств и литературы (2021, Франция)[17]
- Ордена Почетного легиона (Франция).